# George Santos
George Anthony Devolder Santos (22 luglio 1988) è un politico statunitense.

## Biografia
Figlio di immigranti brasiliani, appartiene al Partito Repubblicano ed è omosessuale. Eletto alla Camera dei rappresentanti durante le elezioni parlamentari negli Stati Uniti d'America del 2022, il 1º dicembre 2023 è diventato il sesto membro espulso dalla Camera in seguito a votazione dei suoi membri, il primo non appartenente agli Stati Confederati d'America o condannato per un reato federale.
Santos è stato al centro di numerose polemiche fin dalla sua elezione a novembre del 2022, dopo che diversi giornali statunitensi avevano raccontato di come avesse mentito estesamente su numerosissimi aspetti della sua vita e del suo curriculum. Nel maggio del 2023 era poi stato accusato dalla procura di New York per 13 capi d’accusa, che si possono riassumere in tre accuse: la prima è di aver organizzato un sistema fraudolento di raccolta di contributi elettorali, poi usati per spese personali. La seconda è di aver fatto richiesta, nel giugno del 2020, per un sussidio governativo dichiarandosi disoccupato, quando in realtà era impiegato in una società di investimento della Florida con uno stipendio di circa 120mila dollari l’anno. La terza è di aver mentito sulla propria situazione finanziaria durante la campagna elettorale, sovrastimando i propri redditi e gli utili ricavati dalle azioni di una società a lui intestata, la Devolder Organization.
La Camera dei rappresentanti degli Stati Uniti ha votato l’espulsione del deputato dopo che questi era stato accusato di una serie di reati di frode, riciclaggio di denaro, furto di fondi pubblici e dichiarazione del falso. Per espellere un deputato dalla Camera servono i voti di almeno due terzi dell’aula, e per questo è un'occorrenza molto rara, ma nel caso di Santos hanno votato contro di lui sia Democratici sia Repubblicani: i voti in favore della sua espulsione sono stati 311, i contrari 114. Santos è il sesto deputato a essere espulso dalla Camera in tutta la storia degli Stati Uniti.